# 森本治枝
森本 治枝（もりもと はるえ、1902年（明治35年） - 1995年（平成7年）3月12日）は、日本の数学者。女性数学者の先駆けで、女手で育て上げた子供4人とも教授（天文学者の森本雅樹、経済学者の森本芳樹ら）になったことでも有名である。夫は数学者森本清吾。

## 略歴
1902年（明治35年）大阪府大阪市北区曽根崎生まれ。大阪府立清水谷高等女学校（現・大阪府立清水谷高等学校）卒業後の1918年（大正7年）東京女子高等師範学校（現・お茶の水女子大学）理科に進学した。卒業後の1924年東北帝国大学（現・東北大学）理学部数学科に入学し1927年（昭和2年）3月卒業。この年6月、数学科で出会った東北帝大助手の深澤清吾と、周囲から反対されたが結婚した（清吾が、姓を森本に改称）。結婚後も数学の研究を続けながら津田塾大学などで教え、帝大出身の治枝に憧れる女子に幾何学や物理学を究める道を拓いた。

## 物理と数学の権威に師事
大阪の資産家の3人姉妹の長女として育ち、高女進学者が5%未満の時代（1915年）に、裕福な船場の商家の令嬢が通う名門の清水谷高女に進学。卒業後、婿を迎え森本家を継がせようとする父を説得して、東京女高師に進学した。
高等教育機関に進む女性は1%に満たなかった時代に、東京女高師の理科物理専科生として、理論物理学者で東京帝国大学教授の佐野静雄や、東北帝国大学理科大学（理学部）教授の愛知敬一ら物理学の最高権威に師事した。また、ギリシャ語やラテン語など得意の語学を生かし1922年（大正11年）理論物理学者アルベルト・アインシュタイン来日時、仙台市公会堂で開催の講演会でドイツ語の通訳も務めた。
ますます物理学への思いは募り、1924年21歳で東北帝大の理学部数学科に入学。日本の数学界を代表する数学者の藤原松三郎や、主任教授の林鶴一に師事した。
なお、入学先が数学科となったのは、物理科の女子志願者が森本治枝の他におらず、入試で二人一組で行う暗室実験が男女ペアとなる点を大学側が問題視したため。東北帝大は、日本の大学で初めて女子の入学を許可（1913年）していたにもかかわらず、森本治枝に受験直前に数学科へ変更するよう説得していた。
男子と同じ入試で難関を突破したにもかかわらず、女子というだけで風当りの強い時代で、森本治枝は男子学生からノートを借りただけで怒られた上、助手（深澤清吾）から交際を申し込まれたという理由だけで指導教官の林鶴一の激怒をかうなど、女性数学者への道は苦労の連続だった。

## 明治女性の気概・教育
森本治枝の次男で天文学者の森本雅樹（国立天文台と鹿児島大学の名誉教授）によると、治枝は明治の女性らしい気概と凛とした精神を持ち、「理屈に合うこと、正しいと信ずるなら、何でもする人」だった。
1954年（昭和29年）夫の清吾が群馬大学教授就任4年で急逝（享年54）。その後、女手一つで子供4人を育て上げ、長男の治樹は数学者（大阪市立大学名誉教授）、三男の芳樹は経済学者（九州大学元経済学部長で名誉教授）、四男の英樹は生物物理学者（元大阪大学助教授）と、子供4人とも第一線の研究者になったのは、治枝が「世間の批判とか、そんなものは全く理解しない、というか、気にしなかった」精神のおかげ、と雅樹は懐古している。なお、4兄弟の名前を、「（治枝の）枝」よりも大きな「樹」になるように、との願いを込めて名付けている。
治枝は終始一貫した性格と強い意志の持ち主で、子供4人についても容赦しなかった。次男の雅樹が幼少期、天体望遠鏡と顕微鏡を買ってもらったが、「四人兄弟の公平を期すという理由で『遺産の前払い』とされた」。その雅樹が1993年、亡き父・清吾ゆかりの学校法人共愛学園（＝清吾の父（舅）で「群馬近代蚕糸業の祖」深澤利重が創設）にて講演した際、母である治枝は最前列に陣取り3時間もの長い講演を聞き続けたあげく、「何だか（雅樹の話した内容が）とりとめなかった」と辛口で批判している。
治枝の晩年の口癖は「何か面白いことない？」。明治から平成まで4世代、社会も価値観も激変する中で、「大らかで前向きな気持ちを常に持ち続け」、入院し酸素吸入する状況になっても、横たわるベッドから「立たせて」と子や孫にせがんだ。「ちゃんと立てないと家に帰れない」と述べ、最期まで「信念の女性」だった。
治枝は1995年（平成7年）に死去（享年92）、葬儀・告別式は日本ハリストス正教会教団の東京復活大聖堂（ニコライ堂）で営まれ、長男の治樹が喪主を務めた。もともと夫の清吾がキリスト教（正教徒）信徒のため結婚後に洗礼を受けたが清吾の死後、教会から足も遠のいていた。ただ、最期を迎える時も治枝は愛情と「理屈」を均等に重んじ、「私が（仏式で）極楽に行ったのでは（天国の清吾に）会えない」として、清吾と同じ場所での葬儀（埋葬式）を希望。学者夫婦は41年ぶり“天国”で再会を果たした。

## 著書
- 『ある女性数学者の回想』（九州大学出版界、1995年）